# Jacqueline Uebelhart
Jacqueline Uebelhart (* 27. März 1975) ist eine Schweizer Duathletin und Triathletin.

## Werdegang
Jacqueline Uebelhart wuchs in Welschenrohr auf, war einige Jahre im Laufsport bei Bergläufen aktiv und stieg 2000 in den Triathlonsport ein.
Heute ist sie vorwiegend im Duathlon aktiv und lebt in Aarwangen im Kanton Bern. Im Juni 2010 gewann sie im belgischen Torhout ihr erstes Rennen der Powerman-Serie.

### Zehnte Duathlon-Weltmeisterschaft Langdistanz 2013
Im September 2013 wurde sie Zehnte bei der Duathlon-Weltmeisterschaft auf der Langdistanz.
In Rotterdam belegte die 42-Jährige im September 2017 den 14. Rang bei der Triathlon-Weltmeisterschaft in der Altersklasse 40–44. Im September 2018 wurde sie beim Powerman Zofingen Zweite auf der Duathlon-Kurzdistanz (Erster Lauf 10 km, Radstrecke 50 km und zweiter Lauf 5 km).

## Sportliche Erfolge
| Datum/Jahr    | Rang | Wettbewerb                             | Austragungsort | Zeit       | Bemerkung                                                                                        |
| ------------- | ---- | -------------------------------------- | -------------- | ---------- | ------------------------------------------------------------------------------------------------ |
| 16. Sep. 2017 | 14   | ITU Triathlon World Championship 40–44 | Rotterdam      | 02:22:02   | Weltmeisterschaft Altersklasse 40–44                                                             |
| 5. Sep. 2015  | 9    | Trans Vorarlberg Triathlon             | Bregenz        | 05:00:00,9 |                                                                                                  |
| 25. Aug. 2013 | 5    | Trans Vorarlberg Triathlon             | Bregenz        | 04:57:22   |                                                                                                  |
| 26. Aug. 2012 | 3    | Trans Vorarlberg Triathlon             | Bregenz        | 05:08:47   |                                                                                                  |
| 2. Juli 2006  | 7    | Ironman Switzerland                    | Zürich         | 09:59:19   | auf der Triathlon-Langdistanz (Ironman: 3,8 km Schwimmen, 180 km Radfahren und 42,195 km Laufen) |
| 2005          | 3    | Züri Triathlon                         | Zürich         |            |                                                                                                  |
| 2002          | 7    | Schweizer Triathlon-Meisterschaft      | Schwarzsee     | 04:17:04   | 1,5 km Schwimmen, 40 km Radfahren und 9 km Laufen                                                |

| Datum/Jahr    | Rang | Wettbewerb                                      | Austragungsort | Zeit       | Bemerkung |
| ------------- | ---- | ----------------------------------------------- | -------------- | ---------- | --- |
| 2. Sep. 2018  | 2    | Powerman Zofingen                               | Zofingen       |            | auf der Kurzdistanz (Erster Lauf 10 km, Radstrecke 50 km und zweiter Lauf 5 km)                                                                  |
| 8. Sep. 2013  | 10   | ITU Duathlon Long Distance World Championships  | Zofingen       | 07:50:55   | Duathlon-Weltmeisterschaft |
| 28. Apr. 2013 | 3    | Rheintal Duathlon                               | Marbach        | 00:58:29   | |
| 4. Sep. 2011  | 8    | ITU Duathlon Long Distance World Championships  | Zofingen       | 07:45:00,1 | Achte bei der im Rahmen des Powerman Zofingen ausgetragenen Duathlon-Weltmeisterschaft                                                           |
| 15. Mai 2011  | 3    | Intervall Duathlon Zofingen                     | Zofingen       | 01:43:20,6 | 4 km Laufen, 16 km Radfahren, 4 km Laufen, 16 km Radfahren und 4 km Laufen                                                                       |
| 25. Apr. 2011 | 3    | Rheintal Duathlon                               | Marbach        | 00:57:31   | Dritte hinter der Siegerin Yvonne van Vlerken |
| 24. Okt. 2010 | 3    | Powerman Italy                                  | Como           | 04:07:53   | 10 km Laufen, 80 km Radfahren und 10 km Laufen                                                                                                   |
| 5. Sep. 2010  | 2    | Powerman Zofingen                               | Zofingen       | 07:32:44,0 | auf der Langdistanz |
| 22. Aug. 2010 | 2    | Powerman Austria                                | Weyer          | 04:16:01   | 15,6 km Laufen, 82,4 km Radfahren und 7,3 km Laufen                                                                                              |
| 6. Juni 2010  | 1    | Powerman Belgien                                | Torhout        | 02:58:04   | Powerman Memorial (10 km Laufen, 30 km Radfahren und 5 km Laufen)                                                                                |
| 30. Mai 2010  | 2    | Powerman Germany                                | Falkenstein    | 03:50:57   | hinter der Siegerin Ulrike Schwalbe (16 km Laufen, 60 km Radfahren und 8 km Laufen)                                                              |
| 16. Mai 2010  | 2    | Intervall Duathlon Zofingen                     | Zofingen       | 01:43:40   | Schweizer Meisterschaft Duathlon, hinter der Siegerin Nicola Spirig (4 km Laufen, 16 km Radfahren, 4 km Laufen, 16 km Radfahren und 4 km Laufen) |
| 25. Apr. 2010 | 2    | Rheintal Duathlon                               | Marbach        |            | Zweite hinter Martina Krähenbühl |
| 16. Aug. 2009 | 3    | Swiss Duathlon Cup                              | Baldegg        |            | Dritte hinter Martina Krähenbühl und Nicole Klingler (5 km Laufen, 20 km Radfahren und 5 km Laufen)                                              |
| 2009          | 8    | Powerman Zofingen                               | Zofingen       | 07:44:04,5 | hinter der Siegerin und Weltmeisterin Erika Csomor (10 km Laufen, 150 km Radfahren und 30 km Laufen)                                             |
| 2009          | 3    | Rheintal Duathlon                               | Marbach        |            | 4 km Laufen, 17,5 km Radfahren und 4 km Laufen                                                                                                   |
| 27. Apr. 2008 | 5    | DTU Deutsche Meisterschaft Duathlon Langdistanz | Backnang       | 02:11:16   | [ 12 ] |
| 28. Mai 2006  | 6    | ITU Duathlon Long Distance World Championships  | Fredericia     | 04:17:04   | Weltmeisterschaft auf der Duathlon-Langdistanz (15 km Laufen, 90 km Radfahren und 10 km Laufen)                                                  |
| 26. Okt. 2003 | 7    | ETU European Duathlon Championship              | Varallo Sesia  | 02:12:24   | 10 km Laufen, 40 km Radfahren und 5 km Laufen |
| 2002          | 2    | Powerman Luxemburg                              | Luxemburg      | 03:25:29   | 10 km erster Lauf, 60 km Radfahren und 10 km zweiter Lauf                                                                                        |